# Damerey
 Damerey  es una población y comuna francesa, en la región de Borgoña, departamento de Saona y Loira, en el distrito de Chalon-sur-Saône y cantón de Saint-Martin-en-Bresse.

## Demografía
| 381 | 389 | 364 | 409 | 432 | 421 |
| Para los censos de 1962 a 1999 la población legal corresponde a la población sin duplicidades (Fuente: INSEE [Consultar]) |     |     |     |     |     |